# 赤い館の秘密
『赤い館の秘密』（あかいやかたのひみつ、The Red House Mystery）は、A・A・ミルン作の推理小説。1921年発表、翌1922年単行本化。

## 概要
本作は、ユーモア作品や『くまのプーさん』で有名な著者唯一の推理長編。当時としては衝撃的であったトリックやユーモアにあふれた文章等が評価され、古典名作の一つに数えられる。
一方でレイモンド・チャンドラーが、自身のエッセイ「簡単な殺人法」の中で警察の捜査方法などの現実味の無さを批判したこともまた有名な話となっている。また、本作に登場する素人探偵のアントニー・ギリンガムは、横溝正史の作品に登場する私立探偵・金田一耕助のモデルとされたことでも知られている。
多数の翻訳がある。作者が児童文学で知られ、作品も明るいタッチだけにジュヴナイルとしての翻訳も多い。
献辞は推理小説を愛していた父親に捧げられている。

## あらすじ
主人のマーク・アブレットやそのいとこのマシュー・ケイリーらが住む「赤い館」に、オーストラリアからマークの兄・ロバートが15年ぶりに訪ねて来る。ロバートはマークとは対照的な男で、女中達に粗暴な素振りを見せた。
そして館にはもう一人、アントニー・ギリンガムなる男も、泊り客のビル・ベヴリーに会いに訪ねてくる。ギリンガムは、事務室の前で閉じられたドアを叩くケイリーに出くわす。「銃声のような音が聞こえた」と話すケイリーと共に外側に回り、窓から事務室をのぞきこむと、そこに人が倒れているのが見えた。二人は窓から事務所の中に入り、ケイリーは死体がロバートであることを確認する。そしてマークの姿は館から消えていた。
その後、警官が到着したが、ケイリーの行動に違和感を覚えたギリンガムは、友人のベヴリーにワトスン役を頼み、独自に調査を進めていく。

## エピソード
本作の人気をうかがわせる逸話として、ミルンが以前自身の代理人に推理小説の執筆を提案した際に、ユーモラスな話を書くことを諭され、代理人もやはり同じように出版関係者に諭されたが、本作の発表後に「童謡の本を執筆中だ」と打ち明けると、今度は皆口を揃えて推理小説を書くことを諭したという話が残っている。

## 日本語訳
- 「赤色館の秘密」（妹尾アキ夫訳、柳香書院、『世界探偵名作全集03』） 1935年
- 『赤い家の秘密』（妹尾韶夫訳、雄鶏社、おんどり・みすてりい） 1950年、のちハヤカワ・ミステリ 1955年
- 『赤い館の秘密』（大西尹明訳、東京創元社、世界推理小説全集10） 1956年
- 『赤い館の秘密』（大門一男訳、新潮社、探偵小説文庫） 1956、のち新潮文庫 1958年
- 『赤い館の秘密』（大西尹明訳、創元推理文庫） 1959年 ISBN 4-488-11601-9
- 「赤い家の秘密」 （宇野利泰訳、中央公論社、『世界推理名作全集07』収載） 1960年

併載は「僧正殺人事件」（S・S・ヴァン・ダイン）
- 『赤い館の秘密』（大西尹明訳、東京創元社、世界名作推理小説大系10） 1961年
- 『赤色館の秘密』（古賀照一訳、角川文庫） 1962年
- 『赤い家の秘密』（宇野利泰訳、中央公論社、世界推理小説名作選） 1962年
- 「赤い家の秘密」（神宮輝夫訳、あかね書房、『少年少女世界推理文学全集03』収載） 1964年

併載は「黄色いへやのなぞ」（ガストン・ルルー）
- 「赤い家の秘密」（宇野利泰訳、講談社、『世界推理小説大系03』収載） 1972年

併載は「トレント最後の事件」（E・C・ベントリー）
- 『赤い館の秘密』（内藤理恵子訳、旺文社文庫） 1975年
- 『赤い館の秘密』（柴田都志子訳、集英社文庫、乱歩が選ぶ黄金時代ミステリーBEST10） 1998年12月
- 『赤い館の秘密』新訳版（山田順子訳、創元推理文庫） 2019年3月 ISBN 978-4-488-11602-6
- 『赤屋敷殺人事件』（横溝正史訳、論創社） 2022年12月 ISBN 978-4-8460-2157-3